# Ribeaucourt (Mosa)
Ribeaucourt és un municipi francès situat al departament del Mosa i a la regió del Gran Est. L'any 2007 tenia 103 habitants.

## Demografia

### Població
El 2007 la població de fet de Ribeaucourt era de 103 persones. Hi havia 40 famílies, de les quals 12 eren unipersonals (4 homes vivint sols i 8 dones vivint soles), 12 parelles sense fills, 12 parelles amb fills i 4 famílies monoparentals amb fills.
La població ha evolucionat segons el següent gràfic:
Habitants censats

### Habitatges
El 2007 hi havia 50 habitatges, 43 eren l'habitatge principal de la família, 5 eren segones residències i 2 estaven desocupats. 49 eren cases i 1 era un apartament. Dels 43 habitatges principals, 37 estaven ocupats pels seus propietaris, 4 estaven llogats i ocupats pels llogaters i 2 estaven cedits a títol gratuït; 3 tenien dues cambres, 5 en tenien tres, 12 en tenien quatre i 23 en tenien cinc o més. 23 habitatges disposaven pel capbaix d'una plaça de pàrquing. A 25 habitatges hi havia un automòbil i a 12 n'hi havia dos o més.

### Piràmide de població
La piràmide de població per edats i sexe el 2009 era:
| Homes | Edats   | Dones |
| ----- | ------- | ----- |
| 0     | 95 o +  | 0     |
| 0     | 90 a 94 | 0     |
| 2     | 85 a 89 | 2     |
| 0     | 80 a 84 | 0     |
| 4     | 75 a 79 | 1     |
| 4     | 70 a 74 | 4     |
| 6     | 65 a 69 | 6     |
| 5     | 60 a 64 | 1     |
| 1     | 55 a 59 | 5     |
| 5     | 50 a 54 | 6     |
| 4     | 45 a 49 | 3     |
| 0     | 40 a 44 | 2     |
| 3     | 35 a 39 | 2     |
| 5     | 30 a 34 | 1     |
| 5     | 25 a 29 | 2     |
| 3     | 20 a 24 | 3     |
| 0     | 15 a 19 | 1     |
| 0     | 10 a 14 | 1     |
| 1     | 5 a 9   | 1     |
| 1     | 0 a 4   | 2     |

## Economia
El 2007 la població en edat de treballar era de 60 persones, 44 eren actives i 16 eren inactives. De les 44 persones actives 39 estaven ocupades (23 homes i 16 dones) i 5 estaven aturades (4 homes i 1 dona). De les 16 persones inactives 7 estaven jubilades, 2 estaven estudiant i 7 estaven classificades com a «altres inactius».
Activitats econòmiques
Dels 2 establiments que hi havia el 2007, 1 era d'una empresa de construcció i 1 d'una empresa financera.
L'únic servei als particulars que hi havia el 2009 era una fusteria.
L'any 2000 a Ribeaucourt hi havia 11 explotacions agrícoles que ocupaven un total de 870 hectàrees.

## Poblacions més properes
El següent diagrama mostra les poblacions més properes.